# Ectatomma edentatum
Ectatomma edentatum är en myrart som beskrevs av Julius Roger 1863. Ectatomma edentatum ingår i släktet Ectatomma och familjen myror. Inga underarter finns listade i Catalogue of Life.

## Bildgalleri

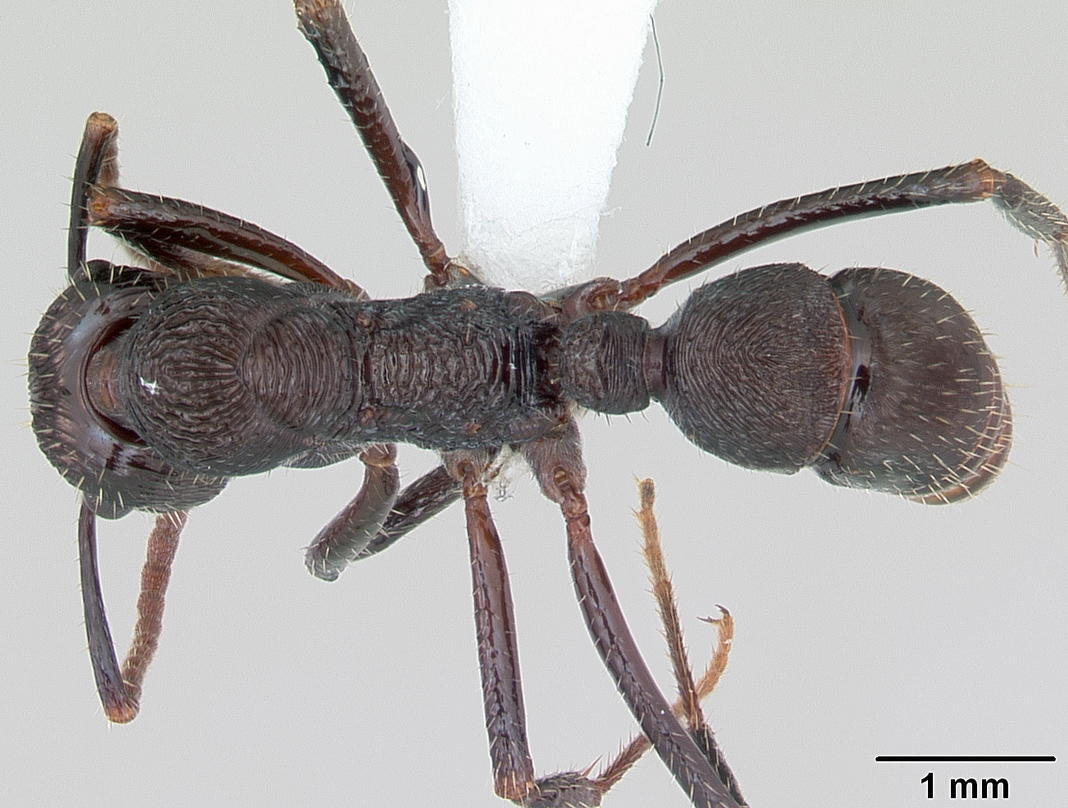
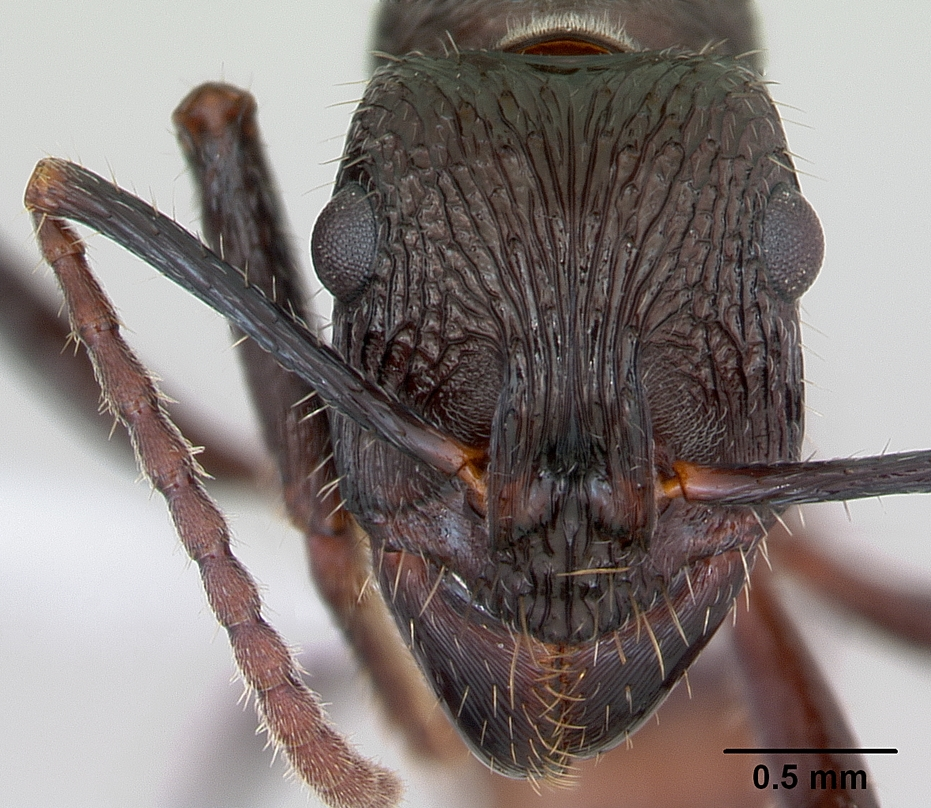
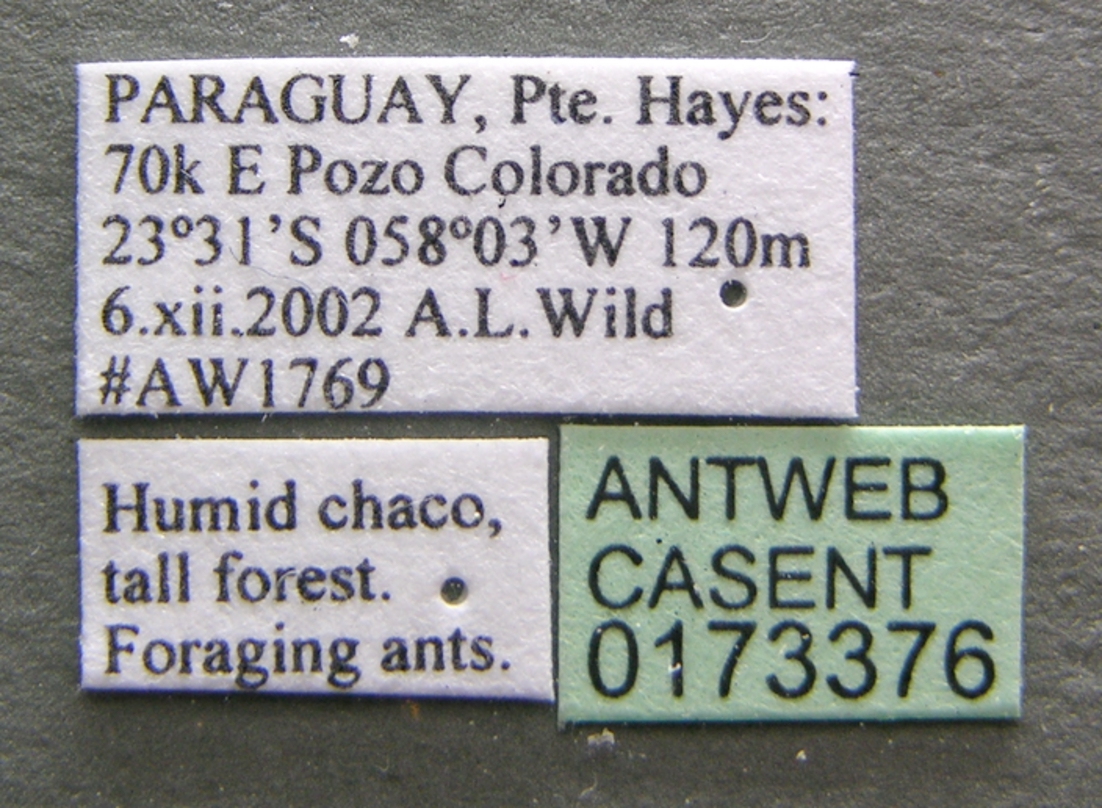
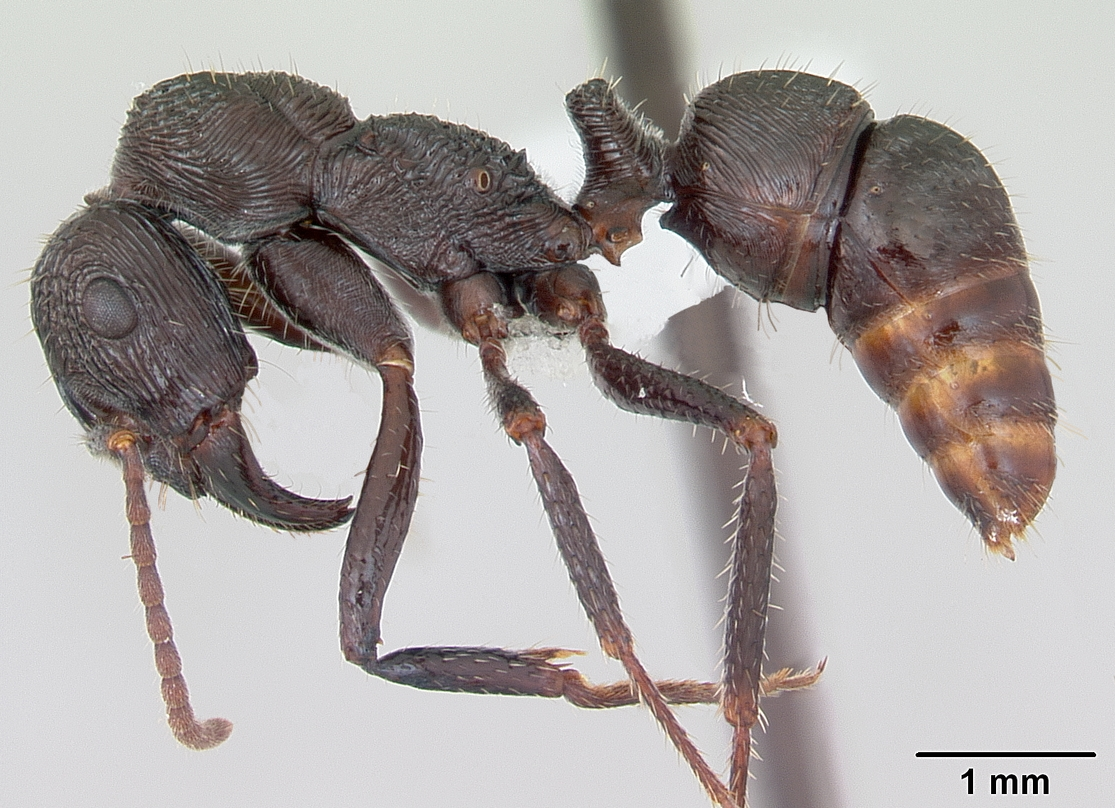